# Dialectologie
Dialectologia (din greacă: διάλεκτος, dialektos „dialect”; și -λογία, -logia „știință”) este ramura sociolingvisticii care se ocupă cu studiul dialectelor și graiurilor unor limbi.